# Word of Mouth (Vicious Rumors)
Word of Mouth è il quinto album del gruppo musicale heavy metal Vicious Rumors pubblicato nel 1994 da Rising Sun Productions.
| Recensione          | Giudizio |
| ------------------- | -------- |
| Rock Hard (tedesco) | [ 4 ]    |

## Il disco
Questo è l'ultimo disco inciso in studio con il cantante Carl Albert ed è il primo, se si esclude l'EP The Voice, da quando Dave Starr, il primo bassista, ha lasciato la formazione sostituito da Tommy Sisco. Si tratta anche del primo album della band a non essere stato immesso direttamente sul mercato statunitense.

Il CD è stato pubblicato in tre diverse versioni: standard, in edizione limitata e per il mercato giapponese.

## Le sonorità
Word of Mouth presenta, in alcuni casi, uno stile musicale che si distacca da quello delle pubblicazioni precedenti.

La traccia di apertura, intitolata Against the Grain (per la quale è stato anche girato un videoclip), è un chiaro esempio di come la band abbia abbinato il power metal americano a sonorità tendenti al groove metal, molto in voga in quegli anni. Altro esempio è il brano Thinking of You che si distingue per le ritmiche lente e un cantato gutturale. Non mancano però gli episodi più classici e melodici come la canzone Thunder & Rain suddivisa in due parti e dedicata alla memoria di Criss Oliva, il chitarrista dei Savatage deceduto in un incidente.

## Tracce
1. Against the Grain – 4:21 (testo: Thorpe, Albert – musica: Thorpe, McGee)
2. All Rights Reserved – 4:42 (testo: Thorpe, Albert, McGee – musica: Thorpe, McGee, Howe)
3. The Voice – 4:13 (testo: Thorpe, McGee – musica: Thorpe, McGee)
4. Thinking of You – 4:56 (Thorpe)
5. Thunder & Rain (Part 1) – 3:15 (testo: Thorpe, Albert – musica: Thorpe, McGee)
6. Thunder & Rain (Part 2) – 3:06 (testo: McGee – musica: Thorpe, McGee)
7. No Fate – 4:26 (testo: Thorpe, Albert – musica: Thorpe, McGee)
8. Sense of Security – 4:30 (testo: Thorpe, Albert – musica: Thorpe, McGee)
9. Dreaming – 4:14 (McGee)
10. Building #6 – 4:01 (testo: Thorpe, Albert – musica: Thorpe, McGee)
11. Ministry of Fear – 4:23 (testo: Thorpe – musica: McGee)
12. Music Box – 1:56 (musica: McGee) – strumentale

### Tracce bonus

#### Edizione limitata
1. Hellraiser – 4:31 – live
2. The Crest – 3:43 – live

#### Versione giapponese
1. Communication Breakdown – 2:52 – cover dei Led Zeppelin
2. Paint It Black – 3:15 – cover dei Rolling Stones

## Formazione
- Carl Albert – voce
- Geoff Thorpe – chitarra
- Mark McGee – chitarra
- Tommy Sisco – basso
- Larry Howe – batteria